# Pochodzenie języka buruszaskiego
Pochodzenie języka buruszaskiego – przedmiot spekulacji od początku pierwszych wzmianek o języku buruszaskim pod koniec XIX w. i temat badań naukowych, szczególnie intensywnych od lat 90. XX w. Wobec trudności w ustaleniu pokrewieństwa genetycznego (historycznego) z innymi językami, lub rodziną językową, zaliczono buruszaski do grupy języków odosobnionych (izolatów językowych). Język buruszaski jest mową ojczystą grupy etnicznej Buruszów i ma ok. 100 tys. rodzimych użytkowników zamieszkujących wysokogórskie doliny w zachodniej części Karakorum (obecnie w północnym Pakistanie) lub żyjących w diasporze. Najwcześniejsze opisy buruszaskiego i próby klasyfikacji sięgają lat 80. XIX w., pierwszy szerszy opis gramatyczny jego głównych odmian dialektalnych ukazał się w połowie lat 30. XX w., kolejne opracowania dopiero od lat 70. XX w. Hermann Berger, autor jednego z najobszerniejszych z nich, przeprowadzał historyczną analizę buruszaskiego, m.in. szukając powiązań z baskijskim. W literaturze przedmiotu dominuje obecnie (2021 r.) co najmniej pięć głównych hipotez usiłujących przedstawić genealogię buruszaskiego; rozpatrują one jego ewentualne łączności genetyczne z językiem praindoeuropejskim, ale i z językami jenisejskimi czy kaukaskimi. Jedną z najnowszych i obszernie ugruntowanych jest teza łącząca buruszaski z językami kartwelskimi, zaproponowana i opisana przez J.H. Holsta w książce Die Herkunft des Buruschaski, wydanej w 2017 r. Żadna jednak z wysuwanych hipotez nie zyskuje pełnej akceptacji językoznawców, a większość z nich pozostaje przy klasyfikowaniu buruszaskiego jako języka odosobnionego.

## Trudności metodologiczne
Podstawową trudnością, jaką napotkali pierwsi badacze języka buruszaskiego był brak formy pisanej – aż do lat 90. XX w. był on wyłącznie językiem mówionym. Zarówno John Biddulph, jak i Gottlieb Wilhelm Leitner w opracowaniach publikowanych pod koniec XIX w. posłużyli się do zapisu buruszaskiego ortografią opartą na angielskiej – często niekonsekwentną i nierzetelną, a David Lorimer w przełomowej dla badań nad buruszaskim pracy nie uchwycił w swoim zapisie wielu istotnych różnic fonologicznych i morfologicznych. Hermann Berger mówi, że pierwsze znane mu literackie zapisy buruszaskiego to pisma pochodzącego z Hunzy poety i pisarza Nasira al-Din Nasira Hunzai, z którym współpracował na początku lat 90. XX w. Hermann Kreutzmann mówi o bardziej regularnym przedstawianiu buruszaskiego w formie pisanej od połowy lat 80. XX w., od kiedy z Gilgitu zaczęto nadawać pierwsze audycje radiowe w tym języku.
Inną trudnością ogólnej natury, z którą konfrontowani są badacze języków o małej liczbie użytkowników żyjących w odległych i trudnodostępnych regionach, jest nikła ilość rzetelnych, sprawdzalnych i regularnych informacji na temat danej populacji. W badaniach statystycznych bywają one umieszczane w rubryce „Inne”, a doniesienia na temat sytuacji społecznej, historycznej, politycznej i językowej są przeważnie nieaktualne. Trudność ta narasta o dodatkowy aspekt w przypadku takich grup etnicznych jak te z północnego Pakistanu, które w całej swojej historii były wielojęzyczne.
Przy ustalaniu genealogicznej przynależności danego języka (lub jej braku) J.H. Holst podkreśla konieczność zachowania naukowej ostrożności: zasadnicze jego zdaniem pytanie dotyczy kwestii, czy status pewnej jednostki genealogicznej jest jej cechą inherentną, czy też jest jedynie wynikiem aktualnego stanu badań. Tym samym określenie danego języka jako izolowanego, albo przypisanie go do jakiejś grupy językowej, odpowiada stanowi wiedzy i badań w momencie wygłaszania tego sądu. Stąd sformułowanie dotyczące statusu języka musi zawierać zastrzeżenie co do jego relatywności względem równoczesnego poziomu udokumentowanych badań.
Osobnym zagadnieniem jest metodologia stosowana w ramach lingwistyki diachronicznej do dociekań nad ustalaniem pokrewieństw między językami. Niebezpieczeństwo wyciągnięcia zbyt szybkich lub łatwych wniosków może wynikać ze złej jakości danych wyjściowych i/lub nierzetelnych dotychczasowych analiz i/lub z zawężenia obszaru analizy (np. jedynie do słownictwa i jego etymologii).
Inny komentarz Holsta zwraca uwagę na zbieżność genealogicznych dociekań językoznawczych ze studiami etnologicznymi, w tym tymi dotyczącymi wędrówki ludów. „Gdy uda się, pomimo niesprzyjających temu często okoliczności, ustalić jakieś nowe pokrewieństwo między językami, do mozaiki historii ludzkości dodany zostaje kolejny kamyczek”. Podobny pogląd wyraził w połowie lat 30. XX w. norweski językoznawca Georg Morgenstierne: „Jeśli uda nam się kiedykolwiek połączyć buruszaski z jakąś grupą języków, będzie to miało rozstrzygające znaczenie dla zrozumienia wczesnej historii Azji Zachodniej”. Dotychczasowa niemożność wykazania genetycznej proweniencji buruszaskiego wiąże się zatem z brakiem wiedzy naukowej na temat pochodzenia samych Buruszów.
Podsumowując omówienie rozległych hipotez dotyczących pochodzenia buruszaskiego, Alexander D. Smyth wskazuje na prawdopodobną niemożność wykazania genealogii tego języka z przyczyn metodologicznych jeszcze innego rodzaju: jeżeli rzeczywiście istniało jakieś powiązanie między buruszaskim a jakąś rodziną językową, to było ono tak odległe w czasie, że nie da się już odtworzyć dowodów na istnienie takiego związku genetycznego.

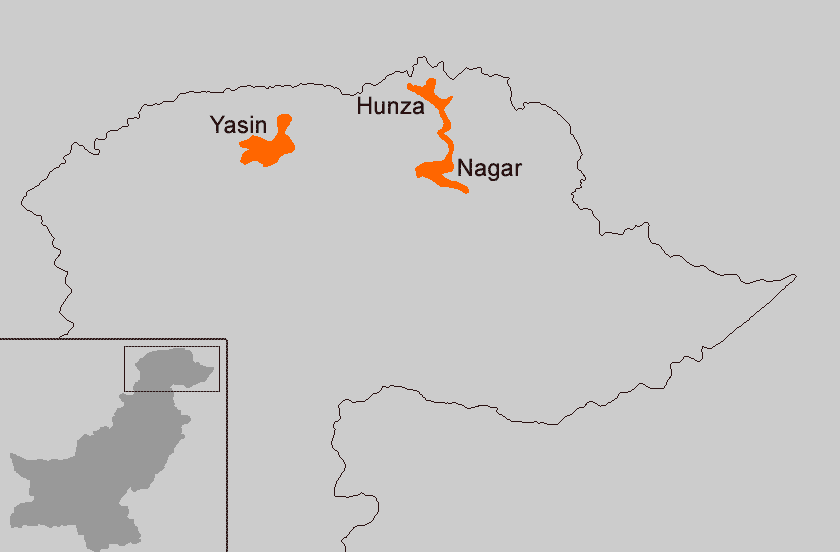
Aktualny zasięg większych skupisk języka buruszaskiego – dialekty hunza, nagir i yasin – w rejonie administrowanym obecnie (2021 r.) przez Pakistan.

## Odmiany buruszaskiego
Językiem buruszaskim jako rodzimym (pierwszym) posługują się Buruszowie, lud zamieszkujący doliny rzeki Hunza i rzeki Yasin w zachodniej części Karakorum. Ma on trzy odmiany dialektalne: yasin (w dolinie Yasinu), hunza (ukształtowany w obrębie dawnego państewka Hunza na północnym brzegu rzeki Hunza) i nagir (ukształtowany w dawnym państewku Nagir na południowym brzegu Hunzy), przy czym te dwa ostatnie są bardzo do siebie zbliżone, pod wieloma względami identyczne. Analizy porównawcze dialektów z doliny Hunzy z dialektem z doliny Yasinu zdają się potwierdzać, że wzmiankowane w ustnych przekazach wywędrowanie grupy Buruszów do jednej z sąsiednich dolin na zachód od Hunzy w ok. XVI w. mogło rzeczywiście dać początek wyodrębnieniu się odmiany dialektalnej buruszaskiego. Badanie porównawcze tych dialektów prowadzi do historycznej analizy buruszaskiego i teoretycznych prób rekonstrukcji „pra-buruszaskiego” (wg Holsta Ur-Buruschaski), pierwotnego języka Buruszów. Ze względu jednak na niewielkie różnice między nimi na wszystkich poziomach analizy językoznawczej (fonologicznym, morfologicznym i semantycznym) odtwarzania praburuszaskiego nie da się zbyt daleko odsunąć w przeszłość.

## Teorie pochodzenia języka buruszaskiego

### Najwcześniejsze
Od pierwszych kontaktów badaczy z językiem buruszaskim przyjmowano – przy braku innych konkretnych ustaleń naukowych – odosobniony charakter buruszaskiego i nie potrafiono przekonująco wykazać ani podobieństwa do żadnego z sąsiadujących z nim języków, ani przynależności do większej rodziny językowej. Niemniej jednak wysuwano hipotezy co do jego pochodzenia. Biddulph, który jako jeden z pierwszych obszernie pisał o ludach zamieszkujących Hindukusz i zachodnie doliny Karakorum, twierdził stanowczo, że buruszaski (zwany przez niego „Boorishki”) jest tak odosobniony, tak wyjątkowy, że nie da się go połączyć z żadnym z okolicznych języków dardyjskich („It stands by itself and cannot be classed with any other Dard language.”), acz wspomina o próbach kojarzenia jego pochodzenia z Azją Centralną lub z językami turkijskimi. Leitner w Dardistan in 1866, 1886 and 1893 (wyd. 1893) określa buruszaski (zwany przez niego „Khajuna”, por. polskie Kandżut) pozostałością prehistorycznego języka („a remnant of a prehistoric language”) w sensie kolebki myśli ludzkiej wyrażonej poprzez język („the cradle, therefore, of human thought as expressed in language”). Morgenstierne ostrzegał w 1935 r. we wstępie do trzytomowego dzieła Lorimera, że usiłowania ustalenia genealogicznych powiązań między buruszaskim a innymi językami napotkają wielkie, może i niedające się pokonać trudności („great, perhaps insurmontable difficulties”).

Grupy etniczne i rodziny językowe w Azji Środkowej (ok. 1990 r.)

### Hipoteza ibero-kaukaska
Jedna z najwcześniejszych genealogii buruszaskiego, ta zaproponowana przez Roberta Bleichsteinera w 1930 r., zawierała porównania buruszaskiego z językami kaukaskimi, z baskijskim, iberyjskim, etruskim i sumeryjskim. Bleichteiner uznawał obowiązującą wówczas dość powszechnie, ale wkrótce zarzuconą, teorię istnienia ibero-kaukaskiej rodziny językowej. Teoria ta usiłowała dowieść przynależności tych wszystkich języków do wspólnej rodziny językowej, upadła jednak m.in. wobec nieprzystającego słownictwa podstawowego i zasobu morfemów, a to, co wcześni badacze widzieli jako istotne cechy wspólne (m.in. ergatywność, obecność spółgłosek ejaktywnych) okazało się przy poszerzeniu pola badań właściwością powszechniejszą wśród języków świata. Bleichsteiner oparł swoją tezę o pokrewieństwie buruszaskiego z „językami ibero-kaukaskimi” („eine Verwandschaft des Bur. mit dem „Ibero-Kaukasischen” nachweisen”) na podobieństwach z tak licznymi innymi językami, że zbieżności wyniknęły (jak mówi Holst) choćby w czysto statystycznej konsekwencji. John D. Bengston zaznacza, że porównania gramatyczne przedstawione przez Bleichsteinera były przede wszystkim typologiczne, a zatem nie prowadziłyby do udowodnienia genealogii, a z jego 73 porównań leksykalnych (morfologii, odpowiedniości) tylko kilka przetrwało próbę nowszych badań. Tezę Bleichsteinera skrytykował w 1935 r. Morgienstierne, powątpiewając przy tym, czy jakiekolwiek niepodważalne stwierdzenia na temat języków w obrębie Kaukazu byłyby możliwe przy ówczesnym stanie badań nad nimi. Holst ponadto zarzuca metodologii Bleichsteinera brak jakichkolwiek badań fonologicznych.

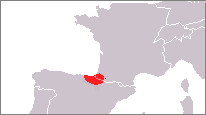
Zasięg języka baskijskiego w Europie (ok. 2010 r.).

### Hipoteza baskijska
Z językiem baskijskim dzieli buruszaski takie cechy istotne typologicznie jak ergatywność i oznaczanie w czasowniku więcej niż jednego argumentu (aktantu) syntaktycznego, ale nie wystarczają one do wniosków genealogicznych. O niemożności przynależenia tych dwóch języków do wspólnej rodziny językowej świadczy odmienność podstawowego słownictwa. Niemniej jednak zwolennikiem tej hipotezy przez kilka dekad był wybitny znawca buruszaskiego i autor kanonicznego opracowania gramatyki i dwujęzycznego słownika buruszaskiego Hermann Berger. Znał on także język baskijski i w opublikowanych w latach 50. XX w. artykułach opowiadał się za pokrewieństwem tych dwóch języków. W poszukiwaniu podobieństw leksykalnych zestawiał z buruszaskim jednostki z różnych języków indoeuropejskich i innych z basenu Morza Śródziemnego, a wykazane zbieżności miałyby wskazywać na istnienie jakiegoś wspólnego im substratu. Ich liczba okazała się jednak zbyt nikła. We wstępie do tomu I Die Burushaski Sprache przyznał Berger, że nie udało się jak dotąd ustalić genealogicznej łączności buruszaskiego z jakimś innym językiem lub rodziną języków na świecie. Holst ujmując najkrócej powiązania między baskijskim a buruszaskim stwierdza, że ich jedyna wspólna cecha to obecny status języka izolowanego. Natomiast lingwiści kojarzący baskijski z niektórymi językami azjatyckimi często włączali do tak powstałych grup także buruszaski, jak w przypadku pewnych hipotez omówionych poniżej.

### Hipoteza jenisejska

Orientacyjna mapa zasięgu języków dene-jenisejskich (XVII w.)

Zaproponowana na przełomie lat 60. i 70. XX w. przez Vladimira Toporova teza o zbieżności buruszaskiego i języków jenisejskich (z których w użyciu jest obecnie już tylko ketyjski) i możliwości genetycznego pokrewieństwa między nimi opiera się jedynie na typologicznych cechach wspólnych. Ku tej hipotezie zwraca się także George van Driem w dwutomowym opracowaniu Languages of the Himalayas i podtrzymuje twierdzenie o genetycznym pokrewieństwie buruszaskiego z tą rodziną języków używanych na Syberii. Bliższa analiza zawartych w nim argumentów, miejscami opartych na wręcz fałszywych danych i błędnych interpretacjach, okazuje się jednak niewystarczająca do podtrzymania tej hipotezy.

### Hipoteza (dene-)chińsko-kaukaska
Wysuniętą w 1984 r. przez Siergieja Starostina tezę o pokrewieństwie języków: chińsko-tybetańskiech, jenisejskich i tzw. północnokaukaskich podjął w 1991 r. John D. Bengtson i rozwinął dodając buruszaski, baskijski, sumeryjski, języki na-dene i inne, także martwe, języki; tak poszerzona hipoteza bywa nazywana też dene-chińsko-kaukaską. Teza ta spotkała się z krytycznym przyjęciem zarówno przez badaczy baskijskiego i buruszaskiego, jak i przez językoznawców nieuznających istnienia takich super rodzin języków jak ta, mieszcząca się zresztą w hipotetycznym polu języków nostratycznych. Holst, powołując się na Georgija A. Klimowa, odrzuca jej ogólne założenie już w tym, że nie istnieje jednostka „języki północnokaukaskie”, ponieważ obie rodziny języków używanych w północnym Kaukazie, języki abchasko-adygijskie i języki nachsko-dagestańskie, nie są ze sobą spokrewnione. Szczegółowej krytyce odnośnie do buruszaskiego poddaje tę teorię Holst i cytowany przez niego Étienne Tiffou, zarzucając Bengtsonowi przede wszystkim to, że nie podbudował swoich wcześniejszych tez istniejącymi badaniami naukowymi nad buruszaskim. Materiał językowy pochodzi u niego jedynie z prac Lorimera z połowy lat 30., a w zakresie dotychczasowych studiów bądź je ignoruje bądź, jak w przypadku pewnych idei Bergera, nie recypuje ich w dostatecznym stopniu. W wielu prezentowanych przez Bengtsona etymologiach obecne są błędy zarówno formalne (np. nieprawidłowy zapis), jak i merytoryczne (np. zła segmentacja, niedokładności semantyczne), a w sumie analiza morfologiczna usunięta jest na dalszy plan przez zestawienia leksykalne. Bengtson wielokrotnie poprawiał i ulepszał swój wkład w tę teorię, także we współpracy z badaczami tzw. szkoły moskiewskiej (“Moscow School”, jak ją nazywa): Georgijem Starostinem, Alexejem Kassianem, Václavem Blažekiem, i w artykule z 2014 r. przywołał następującą kwalifikację Starostina:

A. ʽSino-Deneʼ or ʽEastern Dene-Sino-Caucasianʼ:
A.1. Sino-Tibetan; / A.2. Na-Dene;
B. ʽWestern Dene-Sino-Caucasianʼ:
B.1. Yeniseian + Burushaski; / B.2. North Caucasian + Basque.

Bengtson jako reprezentant tezy dene-chińsko-kaukaskiej uznaje ją za najlepsze wyjaśnienie wyliczonych przez niego ok. 100 kognatów (wyrazów pokrewnych), natomiast zdaniem Holsta badania nad buruszaskim idące w tę stronę podążają fałszywym tropem. Większość językoznawców badających diachroniczne związki języków tamtego regionu odrzuca w ogóle istnienie makrorodziny dene-kaukaskiej. 

Zasięg języków w północno-wschodnim Kaukazie

### Hipoteza nachsko-dagestańska
Tę hipotezę rozważał Kevin Tuite, ale wykład przedstawiony przez niego w 1996 r. na sympozjum nt. badań archeologicznych w Azji Środkowej zajmuje się w większej części zagadnieniami etnologicznymi, a językoznawczym poświęca mniej miejsca. Nie analizując głębiej kwestii, czy związki buruszaskiego z nachsko-dagestyńskim wynikają ze wspólnej genealogii czy bezpośredniego kontaktu, przytaczał jako zbieżności typologiczne: ergatywność, pewne cechy zaimków i podobny, poczwórny system rodzajów gramatycznych. Nie wystarczają one jednak do wyciągania wniosków o wspólnym pochodzeniu tych języków.

### Hipoteza indoeuropejska
Teorie proponujące genetyczne powiązania między językami buruszaskim a praindoeuropejskim zasługują zdaniem A. D. Smitha na uwagę, mimo że nie ma zgody wśród ich autorów co do natury sugerowanych „buruszasko-indo-europejskich” powiązań. Eric Hamp, jeden z wiodących na świecie autorytetów w dziedzinie językoznawstwa indoeuropejskiego, oznaczył w 2012 r. buruszaski jako język siostrzany praindoeuropejsko-hetyckiego („a sister language relationship between Proto-Indo-Eoropean-Hittite and Burushaski”), sugerując jednocześnie (bez przedstawiania na to dowodów) prawdopodobnie kreolski charakter buruszaskiego.
Twórcą innej, wysuniętej w ostatnich latach XX w. tezy o buruszaskim jako języku indoeuropejskim jest Ilija Čašule. Jego liczne publikacje mające tę tezę podbudowywać zajmują się zasobami słownymi (leksyką) liczącej kilkaset języków i dialektów rodziny języków indoeuropejskich; jego hipoteza przedstawia podobieństwa ze słowami w buruszaskim, ale nie odwołuje się do analiz gramatycznych. Materiał, na którym Čašule oparł badania pochodzi w przeważającej mierze z dzieł Lorimera, pomija przy tym późniejsze dekady badań. Dominującym wątkiem jego dociekań jest postulowany związek buruszaskiego z martwymi językami obszaru bałkańskiego. Jego tezy zostały odrzucone przez takich badaczy buruszaskiego jak Begtson i Blažek (2012), (2011) oraz Holst (2014), (2017), znalazły natomiast poparcie Alonso de la Fuente. Holst udowadnia na przykładach niedostateczną dla wysuwania hipotez językowych znajomość przez Čašule nie tylko samego buruszaskiego i jego odmian dialektalnych, ale i języków indoeuropejskich. Również Bengtson i Blažek po przedstawieniu szczegółowych analiz stwierdzają, że w zakresie fonologii i morfologii buruszaski jest odległy („far removed”) i od praindoeuropejskiego, i od większości języków indoeuropejskich. Ponadto stwierdzają, że wysunięte przez Čašule korelacje nie mają charakteru systematycznego, są sporadyczne i niewystarczające, a w niektórych przypadkach wręcz nieistniejące. Brak językoznawczego uzasadnienia hipotezy Čašule podkreśla również Ernst Kausen w monografii rodzin językowych na świecie. Wielokrotnie krytykowana jest niniejsza hipoteza za niedokładność i brak spójności, a nawet wewnętrznie sprzeczne twierdzenia autora (ich systematyczne zestawienie sporządził A.D. Smith). Co więcej, mimo różnorodności postulowanych powiązań ogólna idea związku buruszaskiego i językami indoeuropejskimi nie znajduje poparcia w środowisku lingwistów („all lack mainstream acceptance”).

## Teoria kartwelska

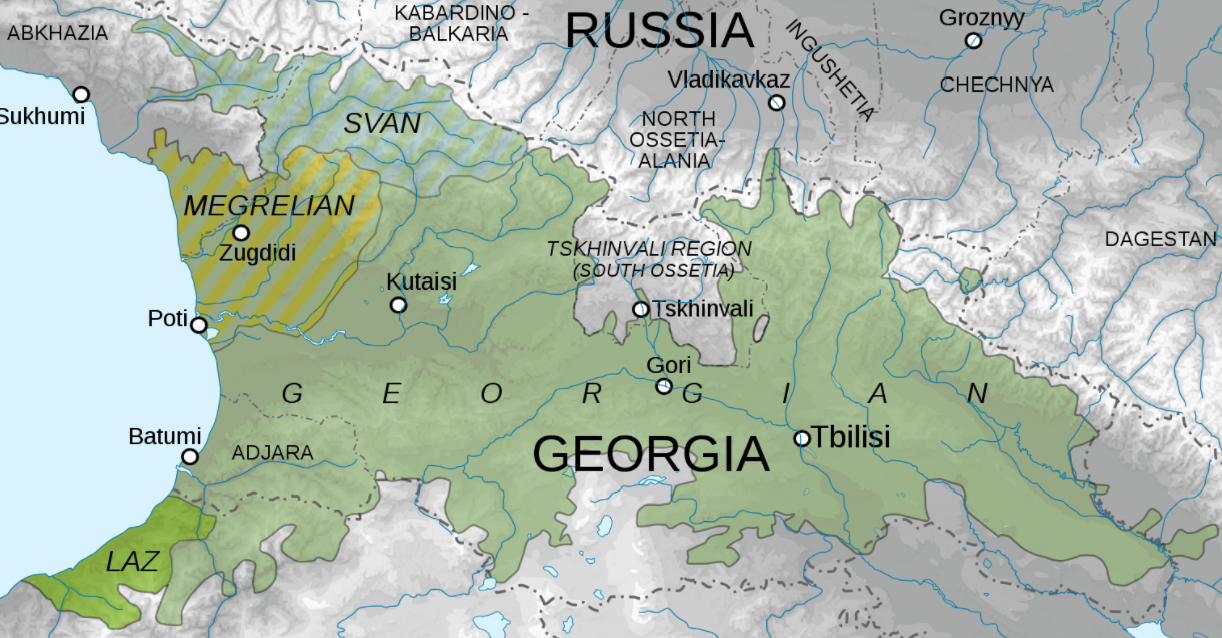
Języki kartwelskie w Gruzji

We wcześniejszych hipotezach próbujących dojść genealogii buruszaskiego wskazywali – chociażby pobieżnie – na języki południowego Kaukazu, języki kartwelskie, Bleichsteiner i Heinz-Jürgen Pinnow. Rozbudowaną teorię kartwelską, dowodzącą, że języki kartwelskie, buruszaski i nihalski są genetycznie pokrewne („verwandt”), zaprezentował w 2017 r. Jan Henrik Holst w dziele Die Herkunft des Buruschaski. Według niego buruszaski wraz z językiem nihalskim tworzą odrębną jednostkę językową, nazwaną przez niego Ineisch (ang. Inean), będącą z kolei równoległą gałęzią do języków kartwelskich, z którymi wspólnie tworzy wyższą jednostkę Kartwelo-Ineisch – wspólne źródło zarówno języków kartwelskich, buruszaskiego, jak i nihali. Smith przyznaje, że jest to hipoteza prawdopodobna („plausible”), wymaga jednak bogatszego materiału dowodowego.

### Języki kartwelskie
Rodzina języków kartwelskich, zwanych też południowokaukaskimi, jest jedną trzech rodzin językowych obejmujących języki autochtoniczne Kaukazu (pozostałe dwie to rodzina abchasko-adygejska i nachsko-dagestańska). W skład tej rodziny wchodzą cztery języki (swański, gruziński, megrelski i lazyjski), a bywa też uwzględniany dialekt judeo-gruziński. Pokrewieństwo genealogiczne języków kartwelskich z innymi rodzinami językowymi pozostaje nieustalone, postulowane jest natomiast ich pochodzenie ze wspólnego pnia – języka prakartwelskiego. Jako przedmiot karwelistyki, nauki filologicznej o długiej tradycji i bogatym dorobku, języki kartwelskie zostały gruntownie opisane i przeanalizowane.

Obszar na granicy indyjskich stanów Maharaszta i Madhya Pradesh, na którym żyją użytkownicy języka nihali

### Język nihalski
Nihali mający ok. 2–3 tys. użytkowników, skupionych w wielojęzycznych społecznościach w centralnej części Indii, ma status języka zagrożonego wymarciem; według niektórych badaczy nie ma już użytkowników, dla których byłby jedynym językiem rodzimym. Nie zdołano ustalić jego pokrewieństwa genetycznego z innymi językami, ma więc status języka izolowanego. Wykazano natomiast, że co najmniej 3/4 jego słownictwa ma charakter zapożyczeń z języków sąsiadujących. Przeprowadzono jedynie kilka bardziej systematycznych badań tego języka z udziałem jego ojczystych użytkowników i opublikowano na jego temat jak dotąd (2017 r.) zaledwie trzy znaczniejsze prace.

### Hipoteza przedstawiona przez J.H. Holsta
Holst przedstawia materiał dowodowy powstały w wyniku analiz fonologicznych, morfologicznych, syntaktycznych i leksykalnych, tj. obejmujących wszystkie poziomy językowe oraz oparty na ustalonych wcześniej rekonstrukcjach języka prekartwelskiego. Na jego podstawie argumentuje, że języki kartwelskie, buruszaski i nihalski wywodzą się ze wspólnego pnia. Każdy z tych języków rozwijał się potem odmiennie i w różnym stopniu odosobnienia od pozostałych. Buruszaski tak znacznie oddalił się od swego źródła, że działające w nim prawa głosowe doprowadziły do zmian fonetycznych w podstawowym (niegdyś wspólnym) zasobie leksykalnym. W odosobnieniu przetrwał także język nihali, ale porównania i analizy przeprowadzone przez Holsta pomiędzy buruszaskim (i jego odmianami dialektalnymi tam, gdzie ma to uzasadnienie) a dostępnymi materiałami w języku nihali doprowadziły go do stwierdzenia, że buruszaski i nihalski są bliżej spokrewnione ze sobą niż z którymś z języków kartwelskich. Tworzą one zdaniem Holsta wspólnotę genetyczną – grupę językową („Sprachgruppe”). Proponuje dla niej nazwę „Ineisch” (brak polskiego odpowiednika), wywodząc ją z uderzającego podobieństwa zaimków osobowych w tych dwóch językach, np. w 3. osobie l.poj. nihalskie inē (‘on’) i buruszaskie iné. Tak powstała grupa „inejską” wykazuje podobieństwa pozwalające włączyć ją do wspólnej jednostki wyższego rzędu – grupy języków kartwelsko-„inejskich”. Przedstawiony obok diagram obrazuje proponowane przez Holsta drzewo genealogiczne języków kartwelskich, buruszaskiego i nihalskiego.

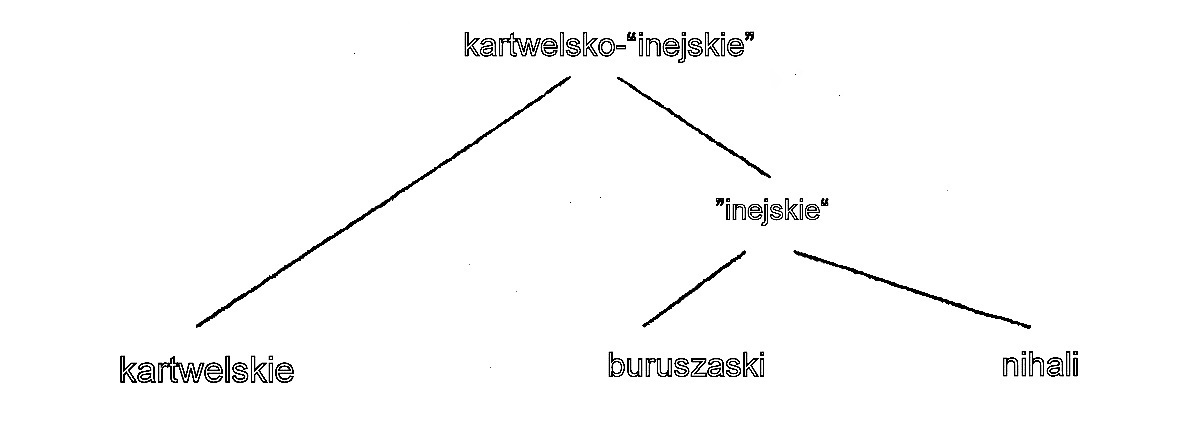
Proponowana przez J.H. Holsta grupa kartwelsko-„inejska”.

Na paralele typologiczne między buruszaskim a językami kartwelskimi zwracano już wcześniej uwagę, np. cytowany przez Holsta np. G. Deeters. Nihali z powodu szczupłości danych nie jest w porównaniach ujmowany. Holst odnośnie do typologicznych zbieżności między buruszaskim a kartwelskimi wymienia: predykację – czasowniki mogą wykazywać oznaczenia więcej niż jednego argumenty syntaktycznego (aktantu); istnienie w buruszaskim, gruzińskim i swańskim czasowników, których tematem jest jedna jedyna spółgłoska; wszystkim im jest wspólny rozległy system spółgłoskowy; liczebniki funkcjonują w dwudziestkowym systemie liczbowym; struktury ergatywno-absolutywne. O pokrewieństwie języków nie świadczą jednak same zbieżności typologiczne, lecz konieczne są odpowiedniości leksykalne i morfologiczne oparte na regularnych prawach głosowych. Praca Holsta wykazuje istnienie takich regularnych odpowiedniości, które przemawiają za pokrewieństwem genealogicznym tych języków. Ze względu na niewielki zakres dostępnego materiału w języku nihali argumenty i dowody dotyczące tego języka zajmują w dziele Holsta niewiele miejsca w porównaniu z obszerną i szczegółową analizą porównawczą z językami kartwelskimi. Wykazane przez niego odpowiedniości leksykalne (ok. 110 etymologii) dają się często doprowadzić do rekonstrukcji prekarwelskich. Jednakowoż odnośnie do argumentacji mającej wykazać praźródła grupy językowej ostrzega Holst przed jej nadzwyczaj złożoną strukturą, porównując ją do wielce skomplikowanej, wielopłaszczyznowej budowli, gdzie przechodzenie z poziomu na poziom nie przebiega ustalonymi i banalnymi drogami. Jednocześnie ostrzega, że zaproponowana przez niego „kartweloineistyka” („Kartwelo-Ineistik”) wymaga dalszych, szeroko zakrojonych badań, np. nad językiem nihalskim.